# Luigi de Magistris
Per veure el cardenal homònim, anar a Luigi De Magistris (cardenal)
Luigi de Magistris (Nàpols, 20 de juny de 1967) és un polític i  exfiscal  italià. És l'alcalde de la ciutat de Nàpols des del 30 de maig de 2011 pel partit Itàlia dels Valors.
Va començar la seva carrera com a fiscal el 1995 i va treballar a Nàpols entre 1998 i 2002. Va ser fiscal general a Catanzaro entre 2002 i 2009, i membre del Parlament Europeu. Les seves investigacions estaven majorment enfocades als vincles entre polítics i la Màfia.
El 2011, de Magistris va ser candidat a l'alcaldia de Nàpols pel partit Itàlia dels Valors. Va guanyar en segona volta, derrotant amb el 65% dels vots al candidat dretà Gianni Lettieri.
De Magistris ha tingut dues conferències a Espanya convidat per l'entitat ItaliaES. La primera va ser el 19 de novembre de 2009. La conferència tenia com a títol: "La situació de la Justícia a Itàlia" i va tenir lloc al Col·legi de Periodistes de Catalunya a Barcelona La segona va ser el 18 de febrer de 2012 sempre a Barcelona. El títol de la conferència era: "La transformació de les ciutats mediterrànees: reptes i desafiaments urbanístics i socials". En aquesta segona ocasió la conferència va tenir lloc a la seu de l'Institut Europeu di Design